# オナガシミ
オナガシミ（尾長紙魚、Ctenolepisma longicaudata）は、シミ目（または総尾目 Thysanura）シミ亜目シミ科ヤマトシミ属に属する原始的な昆虫。
名前はメスの産卵管が他のシミ類に比べ長いことに由来する。

## 形態
成虫の体長は最大15ミリ程度。体は微妙に金属光沢感のある灰色ないし銀色の鱗粉に覆われている。
肢は淡黄色、触角・尾毛には不明瞭な縞模様を有する。
同属のクロマツシミ(Ctenolepisma pinicola)によく似ているが、本種のほうが色素が薄く、後肢腿節に模様をもたない等の特徴により区別することができる。
同じく同属のヤマトシミ(Ctenolepisma villosa)とは、触角・尾毛の縞模様の有無によって判別できる。

## 分布
暖かい地方に広く分布する氾世界種である。初発見報告地はオーストラリア。
日本国内では九州から南西諸島にかけて、および小笠原島（父島）の家屋内から採取の報告がある。
南西諸島でヤマトシミとして報告されている例は、本種である可能性が高い。

## 生態
翅をもつ前の原始的な形態をとどめている昆虫で、幼虫と成虫でほとんど形態が変わらない（無変態）。生涯脱皮を続け、触角や肢を失っても再生することができる。
雑食性で、紙やレーヨンなどの繊維をはじめとする人工物も食する。
個体差が大きいものの飢餓に対する耐性が高く、3週間から10ヶ月近くの絶食に耐える。
水分は口を介して飲むわけではなく、空気中の湿度を吸収している。
至適温度は23℃。11℃以下になると不活発となるが、いわゆる冬眠状態にはならない。昆虫が冬眠機構を獲得する以前の生態をとどめていると考えられる。
昆虫にしては長寿で、少なくとも3年以上生きる。